# Європатурм
Європатурм, також відома як Франкфурт ТВ Тауер (нім. Europaturm) — телекомунікаційна вежа заввишки 337,5 м, розташована у Франкфурті-на-Майні, Німеччина.

## Загальний опис
Висота шпиля споруди становить 337,5 м, що робить її другою за висотою в Німеччині після Берлінської телевежі. Із висотою даху оглядового майданчика 295,4 м вежа є найвищою спорудою за рівнем покрівлі у країні. Найбільший діаметр вежі становить 59 м, що є рекордом для споруд такого типу.
Оглядовий майданчик обертається навколо осі вежі. Протягом тривалого часу у верхній частині будівлі діяли ресторан та нічний клуб, однак з 1999 року Європатурм закритий для публіки.
У вересні 2004 року антена башти була замінена, в результаті чого збільшено загальну висоту до 337,5 м. Шеститонна антена була піднята на вершину двома частинах вертольотом.
Оператором вежі є компанія «T-Systems» — дочірня компанія «Deutsche Telekom»